# 馬里斯·庫欽斯基斯
马里斯·库钦斯基斯（1961年11月28日—）是拉脫維亞的一位政治家。他在2016年1月被選為拉脫維亞總理，是萊姆多塔·斯特勞尤馬的繼任者，2月11日就任。